# Olbiogaster taeniatus
Olbiogaster taeniatus är en tvåvingeart som först beskrevs av Luigi Bellardi 1862.  Olbiogaster taeniatus ingår i släktet Olbiogaster och familjen fönstermyggor. Inga underarter finns listade i Catalogue of Life.